# Adeiamane
Adeiamane (em turco: Adıyaman) é uma cidade e distrito do sudeste da Turquia, capital da província homónima, na região do Sudeste da Anatólia. O distrito tem 1 814 km² de área e em dezembro de 2021 tinha 312 207 habitantes (densidade: 172,1 hab./km²), dos quais 267 131 na cidade.
Em 2012 tinha 273 820 habitantes, dos quais 217 463 moravam na cidade. Era então uma das cidades turcas com crescimento demográfico mais acelerado, já que a sua população em 1990 era de 100 045, menos de metade da de 2012.

## Etimologia
A cidade foi conhecida como Perre (em grego clássico: Πέρρη) e Pordônio (Pordonnium) na Antiguidade e Idade Média. O nome oficial em turco até 1926 era Hısn-ı Mansur ("Castelo de Mançor" em árabe), também transliterado como Hisn Mansur ou Hüsnümansur. Por esse nome ser de difícil pronúncia pelos turcos, estes teriam começado a chamar-lhe adı yaman ("lugar com nome difícil"). O nome em zaza e curdo é Semsur.